# أندرو غروفز
أندرو غروفز (بالإنجليزية: Andrew Groves)‏ هو مخرج مبدع بريطاني، ولد في 27 فبراير 1968 في ميدستون في المملكة المتحدة.